# Kepler-90 h
Kepler-90 h est une exoplanète orbitant autour de l'étoile Kepler-90, elle a été découverte en 2013.
| Planète | Masse             | Demi-grand axe (ua) | Période orbitale (jours) | Excentricité | Inclinaison | Rayon    |
| ------- | ----------------- | ------------------- | ------------------------ | ------------ | ----------- | -------- |
| b       | —                 | 0,074 ± 0,016       | 7,008 151                |              | 89,4°       | 1,31 R🜨  |
| c       | —                 | 0,089 ± 0,012       | 8,719 375                |              | 89,68°      | 1,18 R🜨  |
| i       | —                 | 0,123 4             | 14,449 12                |              | 89,2°       | 1,32 R🜨  |
| d       | —                 | 0,32 ± 0,05         | 59,736 67                |              | 89,71°      | 2,88 R🜨  |
| e       | —                 | 0,42 ± 0,06         | 91,939 13                |              | 89,79°      | 2,67 R🜨  |
| f       | —                 | 0,48 ± 0,09         | 124,914 4                | 0,01         | 89,77°      | 2,89 R🜨  |
| g       | (<0,8 MJ) <254 M🜨 | 0,71 ± 0,08         | 210,606 97               |              | 89,8°       | 8,13 R🜨  |
| h       | (<1,2 MJ) <381 M🜨 | 1,01 ± 0,11         | 331,600 59               |              | 89,6°       | 11,32 R🜨 |